# Écly

Écly este o comună în departamentul Ardennes din nordul Franței. În 1 ianuarie 2022 avea o populație de 169 de locuitori.